# 2005년 월드 시리즈
2005년 월드 시리즈(2005 World Series)는 제101회 메이저 리그 베이스볼 월드 시리즈다. 시리즈는 10월 22일부터 10월 26일까지 치러졌다. 내셔널 리그 우승팀인 휴스턴 애스트로스와 아메리칸 리그 우승팀인 시카고 화이트 삭스가 맞붙어 4차전 끝에 시카고 화이트 삭스가 휴스턴 애스트로스를 꺾고 4전 전승으로 월드시리즈 우승을 차지했다. MVP는 시카고 화이트 삭스의 외야수 저메인 다이가 수상했다. 시카고 화이트 삭스는 계속되던 블랙삭스 스캔들의 저주를 깨고 1917년 이후 88년만에 팀 통산 세 번째 우승에 성공했다.
2025년 5월에 교황이 된 교황 레오 14세가 이 경기 1차전을 관람한 것으로 뒤늦게 밝혀져 화제가 되었다.

## 포스트 시즌 결과

### 휴스턴 애스트로스
휴스턴 애스트로스는 정규 리그 막판까지 벌어진 접전 끝에 2년 연속으로 내셔널 리그 와일드 카드를 차지하며 포스트 시즌에 진출했다. 애스트로스는 내셔널 리그 디비전 시리즈에서 애틀랜타 브레이브스와 다시 격돌하여 기억에 남을 승부를 치렀는데, 휴스턴이 시리즈 스코어 2-1로 앞서던 4차전에서 포스트 시즌 역사상 한 경기 최다 이닝인 18이닝을 소화하는 기나긴 여정을 치렀다. 그 게임에서 휴스턴 선발 로저 클레멘스는 그의 개인 포스트 시즌 역사상 처음으로 팀의 두 번째 계투로 등판했다. 결국 18회말 크리스 버크의 끝내기 홈런이 터지며 디비전 시리즈에서 승리를 차지했고, 또 다시 2년 연속으로 세인트루이스 카디널스와 내셔널 리그 챔피언십 시리즈를 치르게 됐다.
비록 1차전을 세인트루이스에게 내줬으나, 이후 팀을 다시 편성하여 시리즈 스코어 4-2로 승리를 차지할 수 있었다. 애스트로스가 내셔널 리그 첫 번째 챔피언에 오를 수 있었던 5차전에서 세인트루이스의 앨버트 푸홀스가 휴스턴의 마무리 브래드 릿지에게 9회초 역전 3점포를 치며 극적으로 6차전까지 승부를 이끌었으나 내셔널 리그 챔피언십 시리즈 MVP였던 로이 오스왈트의 호투 덕분에 휴스턴은 무사히 시리즈를 끝내고 내셔널 리그 챔피언에 오를 수 있었다. 이는 휴스턴의 첫 번째 월드 시리즈 진출이다.

### 시카고 화이트 삭스
시카고 화이트 삭스는 2005년 시즌 아메리칸 리그에서 유일하게 시즌 내내 1위를 고수한 팀이자 가장 좋은 기록인 99승 63패로 정규리그를 마쳤다. 8월 무렵 시즌 한 때 15½ 경기차까지 벌어졌던 경기차가 1½경기차까지 좁혀지며 위기에 빠졌으나, 선두를 다투던 클리블랜드 인디언스와의 정규리그 마지막 3연전을 모두 승리로 가져가면서 무사히 중부지구 1위를 차지할 수 있었다. 아메리칸 리그 디비전 시리즈에서 지난 시즌 우승팀인 보스턴 레드 삭스를 만나 3전 전승을 거두며 챔피언십 시리즈로 진출했다.
아메리칸 리그 챔피언십 시리즈에서 서부 지구 우승팀인 로스앤젤레스 에인절스 오브 애너하임을 만나 1차전을 내주었으나 2차전에서 논란이 많은 끝내기 승리를 거둔 후 마크 벌리, 존 갈랜드, 프레디 가르시아, 그리고 호세 콘트라레스로 이루어진 강력한 선발진의 힘으로 로스앤젤레스 에인절스를 꺾고 46년 만에 처음으로 아메리칸 리그 정상에 올랐다. 당시 화이트삭스 불펜보조코치는 대한민국 프로야구 1호 안타,1호 홈런의 주인공이었던 이만수였다.

## 경기 결과

### 1차전
2005년 10월 22일, 미국 일리노이주 시카고, U.S. 셀룰러 필드
| 팀 | 1 | 2 | 3 | 4 | 5 | 6 | 7 | 8 | 9 | R | H  | E |
| 휴스턴 | 0 | 1 | 2 | 0 | 0 | 0 | 0 | 0 | 0 | 3 | 7  | 1 |
| 시카고 | 1 | 2 | 0 | 1 | 0 | 0 | 0 | 1 | X | 5 | 10 | 0 |
| 승리 투수: 호세 콘트라레스 패전 투수: 완디 로드리게스 세이브: 보비 젱크스 홈런: HOU – 마이크 램(3회 1점) CWS – 저메인 다이(1회 1점), 조 크리디(4회 1점) |   |   |   |   |   |   |   |   |   |   |    |   |

### 2차전
2005년 10월 23일, 미국 일리노이주 시카고, U.S. 셀룰러 필드
| 팀 | 1 | 2 | 3 | 4 | 5 | 6 | 7 | 8 | 9 | R | H  | E |
| 휴스턴 | 0 | 1 | 1 | 0 | 2 | 0 | 0 | 0 | 2 | 6 | 9  | 0 |
| 시카고 | 0 | 2 | 0 | 0 | 0 | 0 | 4 | 0 | 1 | 7 | 12 | 0 |
| 승리 투수: 닐 콧츠 패전 투수: 브래드 릿지 홈런: HOU – 모건 엔스버그(2회 1점) CWS – 폴 코너코(7회 4점), 스콧 포드세드닉(9회 1점) |   |   |   |   |   |   |   |   |   |   |    |   |

### 3차전
2005년 10월 25일, 미국 텍사스주 휴스턴, 미니트 메이드 파크
| 팀 | 1 | 2 | 3 | 4 | 5 | 6 | 7 | 8 | 9 | 10 | 11 | 12 | 13 | 14 | R | H  | E |
| 시카고 | 0 | 0 | 0 | 0 | 5 | 0 | 0 | 0 | 0 | 0  | 0  | 0  | 0  | 2  | 7 | 14 | 3 |
| 휴스턴 | 1 | 0 | 2 | 1 | 0 | 0 | 0 | 1 | 0 | 0  | 0  | 0  | 0  | 0  | 5 | 8  | 1 |
| 승리 투수: 다마소 마르테 패전 투수: 이즈키엘 아스타시오 세이브: 마크 벌리 홈런: CWS – 조 크리디(5회 1점), 제프 블럼(14회 1점) HOU – 제이슨 레인(4회 1점) |   |   |   |   |   |   |   |   |   |    |    |    |    |    |   |    |   |

### 4차전
2005년 10월 26일, 텍사스주 휴스턴, 미니트 메이드 파크 📽️
| 팀                                                                    | 1 | 2 | 3 | 4 | 5 | 6 | 7 | 8 | 9 | R | H | E |
| 시카고                                                                | 0 | 0 | 0 | 0 | 0 | 0 | 0 | 1 | 0 | 1 | 8 | 0 |
| 휴스턴                                                                | 0 | 0 | 0 | 0 | 0 | 0 | 0 | 0 | 0 | 0 | 5 | 0 |
| 승리 투수: 프레디 가르시아 패전 투수: 브래드 릿지 세이브: 보비 젱크스 |   |   |   |   |   |   |   |   |   |   |   |   |

## 시리즈 요약
시카고 화이트 삭스가 4전 전승으로 우승을 차지했고, MVP는 시카고 화이트 삭스의 외야수 저메인 다이가 수상했다.
| 경기 | 경기 점수 (원정팀이 앞, 홈팀이 뒤)                   | 날짜      | 구장               | 관중 수  |
| ---- | ---------------------------------------------------- | --------- | ------------------ | -------- |
| 1    | 휴스턴 애스트로스 – 3, 시카고 화이트 삭스 – 5        | 10월 22일 | U.S. 셀룰러 필드   | 41,206명 |
| 2    | 휴스턴 애스트로스 – 6, 시카고 화이트 삭스 – 7        | 10월 23일 | U.S. 셀룰러 필드   | 41,432명 |
| 3    | 시카고 화이트 삭스 – 7, 휴스턴 애스트로스 – 5 (14회) | 10월 25일 | 미니트 메이드 파크 | 42,848명 |
| 4    | 시카고 화이트 삭스 – 1, 휴스턴 애스트로스 – 0        | 10월 26일 | 미니트 메이드 파크 | 42,936명 |

### 이닝 별 득점 현황
| 팀                                           | 1 | 2 | 3 | 4 | 5 | 6 | 7 | 8 | 9 | 10 | 11 | 12 | 13 | 14 | R  | H  | E |
| 시카고 화이트 삭스                           | 1 | 4 | 0 | 1 | 5 | 0 | 4 | 2 | 1 | 0  | 0  | 0  | 0  | 2  | 20 | 44 | 3 |
| 휴스턴 애스트로스                            | 1 | 2 | 5 | 1 | 2 | 0 | 0 | 1 | 2 | 0  | 0  | 0  | 0  | 0  | 14 | 29 | 2 |
| 총 관중 수: 168,422명 평균 관중 수: 42,106명 |   |   |   |   |   |   |   |   |   |    |    |    |    |    |    |    |   |

## 같이 보기
- 2005년 아시아 시리즈
- 2005년 일본 시리즈